# 珍珠樓
珍珠樓是唐朝時景教傳教士在益州城（今成都市）西門外石筍街修建的大秦寺（景教教堂），前身是古蜀國開明王朝君主建造的七寶樓，已於唐朝時被摧毀。據《蜀圖經》所載，該寺係因「兵火而廢」。

## 史料記述
對古蜀七寶樓的記述，在成漢-東晉時代常璩《華陽國志·蜀志》中有載：「開明氏造七寶樓，以眞珠結成簾。漢武帝時，蜀郡遭火，燒數千家，樓亦以燼。今人往往於砂土上獲眞珠。」對大秦寺珍珠樓的記述，見於北宋趙清獻《蜀郡故事》：「石筍在衙西門外，二株雙蹲，云眞珠樓基也。昔有胡人，於此立寺為大秦寺，其門樓十間，皆以眞珠翠碧，貫之為簾。後摧毀墜地，至今基腳在。每有大雨，其前後人多拾得眞珠瑟瑟金翠異物。」《蜀郡故事》又載：「今謂石筍，非為樓設，而樓之建，適當石筍附近耳。蓋大秦國多璆琳、琅玕、明珠、夜光璧。水道通益州永昌郡，多出異物，則此寺大秦國人所建也。」另有《蜀圖經》云：「石筍街乃大秦寺之遺址，殿宇樓臺咸以金寶（又作珠寶）飾之，為一代之勝概。後遇兵火而廢。或遇夏秋霖雨，里人猶拾珠玉異物。」
南宋吳曾隨筆集《能改齋漫錄》和明代曹學佺所著《蜀中廣記》結合了《華陽國志》和《蜀郡故事》的記錄，通俗而言即古蜀國開明王朝（公元前666年–公元前316年）君主建造了七寶樓，用珍珠串成窗簾和門簾。漢武帝時（公元前141年–公元前87年）蜀郡遭遇火災，有數千家民房被燒燬，七寶樓也沒能倖免被付之一炬。公元635年，首位入唐的景教傳教士阿羅本抵達首都長安，之後景教開始在唐朝境內多個省市流傳，包括益州（即今四川省）。胡人傳教士進入成都後就在七寶樓遺址上修建了大秦寺，有門樓十間，如同當年的蜀國君主，胡人教士也用珍珠翠碧等寶石貫之為簾。所以後人就稱該寺作「珍珠樓」。
杜甫曾遊歷珍珠樓遺址，並留詩一首名為《石筍行》：「君不見益州城西門，陌上石筍雙高蹲。古來相傳是海眼，苔蘚蝕盡波濤痕。雨多往往得瑟瑟，此事恍惚難明論。恐是昔時卿相墓，立石為表今仍存。」從摘錄的最後兩句可知，他並未意識到這是一座大秦寺的遺址。《集千家註杜工部詩集》卷七引蔡夢弼複述了七寶樓和珍珠樓的歷史，在末尾加註「按瑟瑟，乃碧珠也」。杜甫留蜀是在唐肅宗、代宗時期（756–779），他作《石筍行》時珍珠樓已「摧毀墜地」，段玉明據此推測成都大秦寺的興建至遲不晚於玄宗時期（712－756）。

## 石筍
該處一直出現的石筍是指古時成都西門外的兩塊巨型立石，現已不存。《益部耆舊傳》載此二石歷來有六種稱呼：石筍、蜀妃闕、沈犀石、魚鳬仙壇、西海之眼、五丁石門。據《華陽國志·蜀志》的記載，巨石來歷有兩種說法。或是古蜀帝王的墓志：「蜀有五丁力士，能移山，擧萬鈞。每王薨，輙立大石，長三丈，重千鈞，為墓志。今石筍是也，號曰筍里。」或是古蜀王妃的墓志：「武都有一丈夫，化為女子，美而豔，蓋山精也。蜀王納為妃，不習水土，欲去。王必留之，乃為東平之歌，以樂之。無幾物故，蜀王哀之，乃遣五丁之武都，擔土為妃作冢。蓋地數畝，高七丈，上有石鏡。今成都北角武擔是也。」但該處所謂成都北角與石筍西門外位置不符。另有宋朝任升《梁益記》提及石筍時也稱其「在子城西門外」。
南宋時期，陸游（1125–1210）入蜀參觀石筍後在《老學庵筆記》中寫道：「成都石筍，其狀與筍不類，乃累疊數石成之。所謂海眼亦非妄，瑟瑟至今有之者。」
史料記述中一稱石筍是古蜀帝王所造七寶樓的樓基，又謂「非為樓設，而樓之建」，就是說石筍並非樓的基石，而是樓建在石筍附近。對此林趕秋猜測情況可能是在兩塊立石附近先後建有古蜀王的七寶樓和景教的大秦寺，樓和寺都掛設有珍珠、黃金、翠綠色寶石結成的珠簾。樓寺被毀後珠簾散開，這些「眞珠瑟瑟金翠異物」沒入土中。但每當有大雨沖刷，又逐漸露出地面。

## 另見
- 古蜀文明
- 巴蜀文化
- 大秦寺塔
- 十字寺遺址

### 來源
- 曹, 學佺. . 1778 （中文（繁體））.
- 吳, 曾. . 1843 （中文（繁體））.
- 黃, 彼得. . 香港: 金燈臺出版社. 2006. ISBN 9789627597469 （中文（繁體））.
- 段, 玉明.  (PDF). 《雲南民族學院學報（哲學社會科學版）》. 1993: pp. 58–63 （中文（简体））.
- 榎, 一雄.  (PDF). 《東洋學報》. 1947, 31 (2): pp. 247–261 （日语）.
- 林, 趕秋. . 《成都日報》 (成都). 2024 （中文（简体））.